# Carmen Nițescu
Carmen Liliana Bîrcă, née Carmen Liliana Nițescu le 27 octobre 1977 à Râmnicu Vâlcea, est une ancienne joueuse internationale roumaine de handball. Elle évoluait au poste d'arrière gauche.

## Palmarès
compétitions internationales
- finaliste de la coupe de l'EHF en 2002 et 2004 (avec Győri ETO)

compétitions nationales
- championne de France en 2005 (avec HB Metz Métropole)
- championne de Roumanie en 1998, 1999 et 2000 (avec Oltchim Vâlcea)
- vainqueur de la coupe de la Ligue en 2005 (avec HB Metz Métropole)
- vainqueur de la coupe de Roumanie en 1998, 1999 et 2001 (avec Oltchim Vâlcea)
- finaliste de la coupe de France en 2005 (avec HB Metz Métropole)